# Łowocie
Łowocie – wieś w Polsce położona w województwie podlaskim, w powiecie suwalskim, w gminie Szypliszki.
W latach 1975–1998 miejscowość administracyjnie należała do województwa suwalskiego.
We wsi był przystanek kolejowy Łowocie.